# Abigail Fisher
Abigail „Abbi“ Fisher (* 20. August 1957 in South Conway, New Hampshire) ist eine ehemalige US-amerikanische Skirennläuferin.
Sie konnte in ihrer Karriere ein Slalom-Weltcuprennen gewinnen. Am 10. Dezember 1978 gewann sie im italienischen Piancavallo vor der Französin Perrine Pelen und der Italienerin Claudia Giordani. Im Riesenslalom erreichte sie je einen 2. und 3. Platz. Fisher nahm im Slalom an den Olympischen Winterspielen 1976 und 1980 teil, fiel aber in beiden Rennen aus.